# در چمنزار بلند (فیلم)
در چمنزار بلند (انگلیسی: In the Tall Grass) یک فیلم در ژانر ترسناک و دلهره‌آور به کارگردانی وینچنزو ناتالی است که در سال ۲۰۱۹ منتشر شد. از بازیگران آن می‌توان به پاتریک ویلسون، هریسون گیلبرتسون و ریچل ویلسون اشاره کرد.